# Championnats du monde juniors de biathlon 2020
Navigation
Osrblie 2019 Soldier Hollow 2021
Les Championnats du monde juniors de biathlon 2020 ont lieu du 26 janvier au 2 février à Lenzerheide (Suisse) Les courses de catégorie Jeunes sont réservées aux athlètes nés entre 2001 et 2004, tandis que les courses de catégorie Juniors concernent les athlètes nés entre 1998 et 2000.

## Résultats et podiums

### Juniors

#### Hommes
| Épreuves          | Or                                                                             | Argent                                                                         | Bronze                                                                                    |
| ----------------- | ------------------------------------------------------------------------------ | ------------------------------------------------------------------------------ | ----------------------------------------------------------------------------------------- |
| Individuel 15 km  | Max Barchewitz                                                                 | Vebjørn Sørum                                                                  | Sebastian Stalder                                                                         |
| Sprint 10 km      | Vebjørn Sørum                                                                  | Jakub Štvrtecký                                                                | Dzmitry Lazouski                                                                          |
| Poursuite 12,5 km | Danilo Riethmüller                                                             | Said Khalili                                                                   | Alex Cisar                                                                                |
| Relais 4 × 7,5 km | Russie- Kirill Baschin - Daniil Serokhvostov - Wadim Istamgulow - Said Khalili | Allemagne- Max Barchewitz - Tim Grotian - Julian Hollandt - Danilo Riethmüller | France- Thomas Briffaz - Guillaume Desmus - Martin Bourgeois République - Sébastien Mahon |

#### Femmes
| Épreuves           | Or                                                                    | Argent                                                                                      | Bronze                                                                   |
| ------------------ | --------------------------------------------------------------------- | ------------------------------------------------------------------------------------------- | ------------------------------------------------------------------------ |
| Individuel 12,5 km | Anastasiya Khaliullina                                                | Milena Todorova                                                                             | Amy Baserga                                                              |
| Sprint 7,5 km      | Anastasia Shevchenko                                                  | Åsne Skrede                                                                                 | Milena Todorova                                                          |
| Poursuite 10 km    | Anastasia Shevchenko                                                  | Åsne Skrede                                                                                 | Milena Todorova                                                          |
| Relais 4 × 6 km    | France- Camille Bened - Laura Boucaud - Lou Anne Chevat - Paula Botet | Russie- Anastasiya Khaliullina - Anastasiia Goreeva - Alina Kudisowa - Anastasia Shevchenko | Norvège- Åsne Skrede - Mari Wetterhus - Marthe Johansen - Juni Arnekleiv |

### Jeunes

#### Hommes
| Épreuves           | Or                                                               | Argent                                                | Bronze                                                    |
| ------------------ | ---------------------------------------------------------------- | ----------------------------------------------------- | --------------------------------------------------------- |
| Individuel 12,5 km | Martin Nevland                                                   | Damien Levet                                          | Éric Perrot                                               |
| Sprint 7,5 km      | Aleksei Kovalev                                                  | Ondřej Mánek                                          | Maxime Germain                                            |
| Poursuite 10 km    | Martin Nevland                                                   | Ondřej Mánek                                          | Lovro Planko                                              |
| Relais 3 × 7,5 km  | Norvège- Martin Uldal - Morten Tørnblad Sameien - Martin Nevland | Tchéquie- Ondřej Mánek - Josef Kabrda - Jonáš Mareček | Russie- Aleksei Zubarev - Oleg Domichek - Aleksei Kovalev |

#### Femmes
| Épreuves         | Or                                                     | Argent                                                         | Bronze                                                    |
| ---------------- | ------------------------------------------------------ | -------------------------------------------------------------- | --------------------------------------------------------- |
| Individuel 10 km | Lea Meier                                              | Rebecca Passler                                                | Anna Gandler                                              |
| Sprint 6 km      | Linda Zingerle                                         | Liubov Kalinina                                                | Océane Michelon                                           |
| Poursuite 7,5 km | Anna Gandler                                           | Camille Coupé                                                  | Linda Zingerle                                            |
| Relais 3 × 6 km  | Norvège- Tuva Aas Stræte - Frida Dokken - Maren Bakken | Italie- Hannah Auchentaller - Linda Zingerle - Rebecca Passler | Allemagne- Emilie Behringer - Johanna Puff - Selina Kastl |